# Харой
Харой (хак. Харай) — деревня в Таштыпском районе Хакасии.
Находится в 18 км к северу от райцентра — с. Таштып — на р. Харойка. Расстояние до ближайшей ж.-д. ст. 42 км.
Число хозяйств 52, население 164 чел. (на 01.01.2004), в том числе русские — 37,9 %, хакасы — 61 % и др.
Харой, согласно народной легенде, названа по именам двух братьев-пастухов — Хар и Ой, которые пасли здесь табуны лошадей. В 1930 году была организована ферма № 3 Таштыпского молсовхоза. В 1950-е годы проводилось освоение целинных и залежных земель.
Работают начальная школа, клуб, библиотека, фельдшерско-акушерский пункт

## Население
| 2002 | 2010 |
| ---- | ---- |
| 153  | ↗167 |